# 石天祿
石天禄（1183年—1236年），金朝末年、元朝初年泰安新泰人，石珪的儿子。
石珪战死后，石天禄袭父爵，为东平路元帅。后来和孛里海大败宋将彭义斌，又击败金将武仙，屡立战功，转任都元帅。1232年，跟随拖雷渡河攻金。1233年，攻破考城，围攻归德。金朝灭亡，跟随蒙古将领攻略南宋境内。1235年跟随扎剌温火儿赤渡淮河，攻随州，至襄阳夹河寨，战败宋兵。又从攻蕲州、黄州。功居其首。官至征行千户，济、兖、单三州管民总管。石天禄因病不任職、以子石興祖襲位。1236年，石天禄去世，年五十四岁。